# وعل نوبي
الوعل النوبيّ أو البَدَن نوع من جنس الوعول التي تستوطن شبه الجزيرة العربية بشكل رئيسي وهو يتواجد اليوم في المناطق الجبليّة العاليّة على طول جنوب الجزيرة العربيّة وصحراء النقب وشبه جزيرة سيناء والأردن ومنطقة النوبة في السودان، وكان في السابق يعيش أيضا في لبنان وسوريا قبل أن ينقرض في الخمسينات من القرن العشرين جراء الصيد المفرط والتمدن الحاصل في المناطق الريفيّة والجبليّة التي كان يقطنها. مع وجود مشاريع لإعادة إدخال هذا النوع إلى المحميات مثل محمية أرز الشوف في لبنان ومحمية الشوح والأرز في سوريا ومحمية وادي رم في الأردن.
ويعتبر بعض العلماء أن الوعل النوبي مجرد سلالة من الوعل الألبي الأوروبي بينما يصنفه أخرون على أنه فصيلة مستقلة. لهذا الوعل تاريخٌ طويل في الحضارة الإنسانية والحضارة العربية على وجه الخصوص، إذ يظهر بالعديد من آثار وتراث الحضارات في الهلال الخصيب والجزيرة العربية. تختلف أسماءه حسب الإقليم واللهجة مع أن كل المصادر تذكره بلفظ الوعل كاسم جامع.

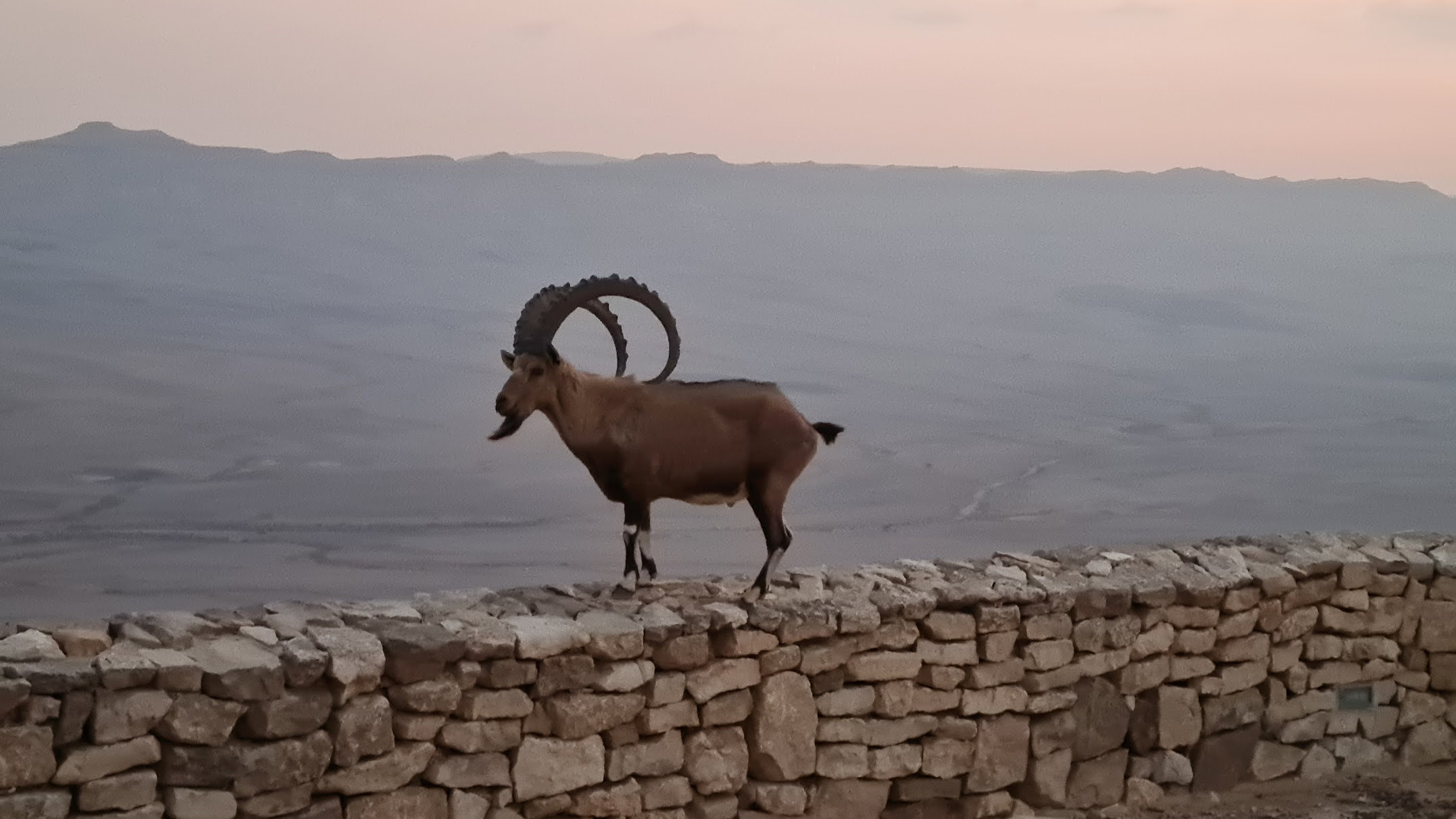
وعل نوبي في وادي الرمان في فلسطين صحراء النقب

## مواصفات النوع
يبلغ علوّ البَدَن، أوالوعل النوبي، نحو 1.2 ـ 1.7م، وطول ذيله نحو 10 ـ 20سم، ووزنه نحو 35 ـ 150كغ، وارتفاعه نحو 65 ـ 105سم. يتميز بلونه المموه تمويهاً تاماً بما يشابه درجات لون الصخورالصحراوية، وللذكور منها خط أسود على أرجلها الأمامية وعلى ظهورها بالإضافة إلى لحية سوداء، كما وتمتلك قرون طويلة مقوسة ومتموجة تبلغ المتر في الطول أما قرون الإناث فأصغر حجما بكثير حيث تبلغ حوالي 30 سنتيمترا.
تتكيّف الوعول للعيش في التضاريس الجبلية الجافّة حيث تقتات إجمالا على الأعشاب وأوراق الأشجار، ولهذه الوعول مفترسات كثيرة منها النمور والعقبان والنسور كاسرة العظام أو النسور الملتحية. يعيش هذا النوع من الوعول في قطعان منفصلة من الذكور والأناث على حدى، وهي نهاريّة النشاط بمعنى أنها تنشط في النهار وتستريح خلال الليل. يتميز من حيوانات الصحراء الأخرى باعتماده الكبير على الماء، ولهذا تتركز قطعان الوعل دائماً في المناطق التي يتوافر فيها الماء السطحي والبرك المائية الصخرية.
تعيش الوعول النوبيّة، في مجموعات يراوح عدد كل منها بين 10 ـ 20 وعلاً، وهو حيوان معرض لخطر الانقراض جراء أعمال الصيد التي يتعرض لها، ولاسيما من أجل قرونه المميزة والاعتقاد السائد بوجود فوائد صيدلانية طبية فيها.
في العربية، يسمى ذكر الوعل بالأدفى، وأنثاه بالأروى، وابنه بالغُفْر. ولا يوجد تمييز واضح في اللغة بين مفردات وعل وبَدَن وأيل في المصادر التاريخية.

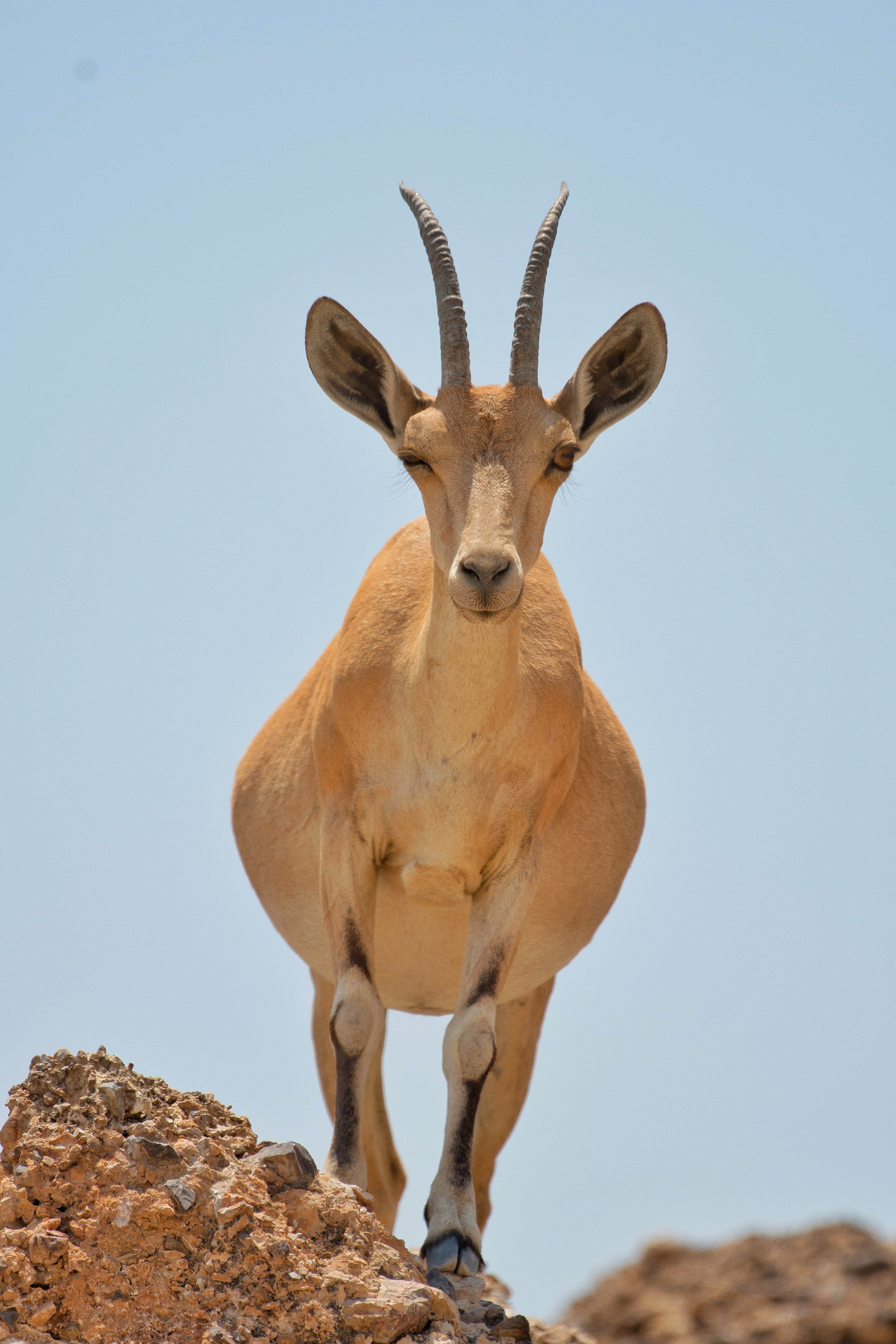
انثى الوعل النوبي

## البَدَن في الآثار والتراث
يرتبط حيوان الوعل النوبي ارتباطاً وثيقاً بأديان ومعتقدات العرب قبل الإسلام على طول الجزيرة العربية من جنوبها في اليمن إلى شمالها في بلاد الشام وربما هو أكثر الحيوانات تمثيلاً في النقوش القديمة في الجزيرة العربية. ويعتقد أن هذا النوع من الوعول كان رمز إله القمر، المقة، عند اليمنيين القدماء في مملكة سبأ ويفسر ذلك بأن قرون الوعل تمثل تقوس القمر الهلال. وفي معبد إله القمر في مآرب، وهو معبد محرم بلقيس، عثر على عملة معدنية مزينة برؤوس الوعل. كذلك أشارت الدراسات التي أجريت على الفن الصخري في شمالي اليمن وما هو الآن جنوب السعودية إلى انتشار كبير للوعل النوبي. واعتبر اليمنيون الأوائل بأن الفحل -قائد القطيع- رمزاً يجسد الإله عثتر إله المطر والخصب والإخصاب، كما ظهر بالنقوش في معبد برآن.  وتدل الآثار والنقوش على أن صيد الوعول كان، ولا زال، طقساً مقدساً عند اليمنيين الأوائل وعرب الجنوب عموماَ. وما زالت قرون الوعل تحمل دلالة ثقافية في حضرموت إذ يعمد بعض أهلها إلى وضع قرون الوعول في البيوت للزينة أو لأغراضٍ روحانية. ويمارس اليمنيون، وخصوصاً في حضرموت طقوس الصيد، الجائر طبعاً، حيث تقام له طقوس تشبه زفة العرس يشارك فيها أبناء المنطقة وتتخللها الأهازيج والرقصات التي ترفع فيها رؤوس الوعول المذبوحة.

كان عثتر إله الصباح وممثل كوكب الزهرة ورمز له اليمنيون القدماء بالوعل وهو أصل رمز برج الجدي

كما في المنحوتات الجنوبية، ظهرت الوعول في النقوش الحسمائية، ففي وادي ضم في السعودية، ظهر الوعل في الرسوم الصخرية بـ(وادي ضم) في (السعودية) محتلاً ما نسبته 9. 66 % من مجموع الرسوم الصخرية، وكان اسم الوعل في النقوش الحسمائية وعل كما هو في الفصحى. والنقوش الحمسائية هي المكتوبة بلهجة عربيّة قبل-إسلاميّة في صحراء حسمى خلال القرون القليلة السابقة للميلاد. وبعض النقوش تظهر مشاهد صيد الوعول، بعضها باستخدام الكلاب السلوقية، أو تذكر اسم من صادها. مثلاً، يذكر النقش رقم KJA 51 قيام رجل اسمه سعد باصطياد وعل ويرجع تاريخ النقش إلى القرن الأول قبل الميلاد.
وترد الوعول كثيراً في النقوش النبطيّة (من مدائن صالح جنوباً حتى تدمر شمالاً). ودرس الباحثون الكثير من النقوش للوعول التي صاحبت عادة النقوش المخصصة للإله ذو الشرى. وهو من أكثر الحيوانات ظهوراً في النقوش الثمودية والنبطية والصفائية في شمالي الجزيرة العربية وجنوبي بلاد الشام والنقب وسيناء.

وقد ورد ذكر الوعول في الشعر العربي حيث قال الشاعر أمية بن أبي الصلت: 

ومن الشعر الجميل، يقول الشنفرى بلاميته: 
والأراوي هي إناث الوعول، والأدفى هو ذكرها، ويشبه الشنفرى نفسه بوحدته في الصحراء بالوعل، والمعنى أن الوعول آنسته، فهي تثبت في مكانها عند رؤبته، وكأن الشاعر أصبح جزءاً من بيئة الوحوش، وإن كان هو أخطر وحوشها.
والوعل والبعل والأيل، وكلها حيوانات ذات قرون، علاقة قوية بالإله في الفكر القديم لسكان الجزيرة العربية والهلال الخصيب. ويرى الدكتور إحسان الديك بأن الوعل في التراث العربي الجاهلي هو صدى للإله تموز أشهر آلة الذكور، ويتطرق أيضاً ألى وجود علاقة بين تقديس الوعل واسم الإله أيل وبين الاسم الآخر للوعل وهو الأيل. ويتطرق سيد القمني بربط آلهة الخصب كلها بذكور الوعول البرية، الثور والتيس ممثلين للآلهة القمرية الذكور، بدءاً بالإله السومري الشاب «دموزي» ومروراً بتموز وآدونيس وبعل وآتيس، وانتهاء بالسيد المسيح راعي الخراف كما يصفه الإنجيل
بنهاية القرن التاسع عشر، يذكر دراسو الحياة الطبيعية في سوريا بأن الوعول كانت موجودة بكثرة بالقرب من تدمر وخصوصاً بمنطقة عين الوعول كما يشير اسمها، وذكر الكاتب بأن البدو من قبيلة الصليب كانوا يصيدونها بمهارة. أما في فلسطين فكان البدن موجوداً بالجبال حول البحر الميت شرقاً وغرباَ. وإن كان الآن قد إنقرض تماماً من هناك، سوى بعض المشاهدات النادرة، إلا أن حكومة الأردن أعادت إدخاله إلى المحميات كمحمية الموجب ومحمية ضانا وحتى محمية وادي رم في صحراء حسمى.

## حماية الوعول من الانقراض

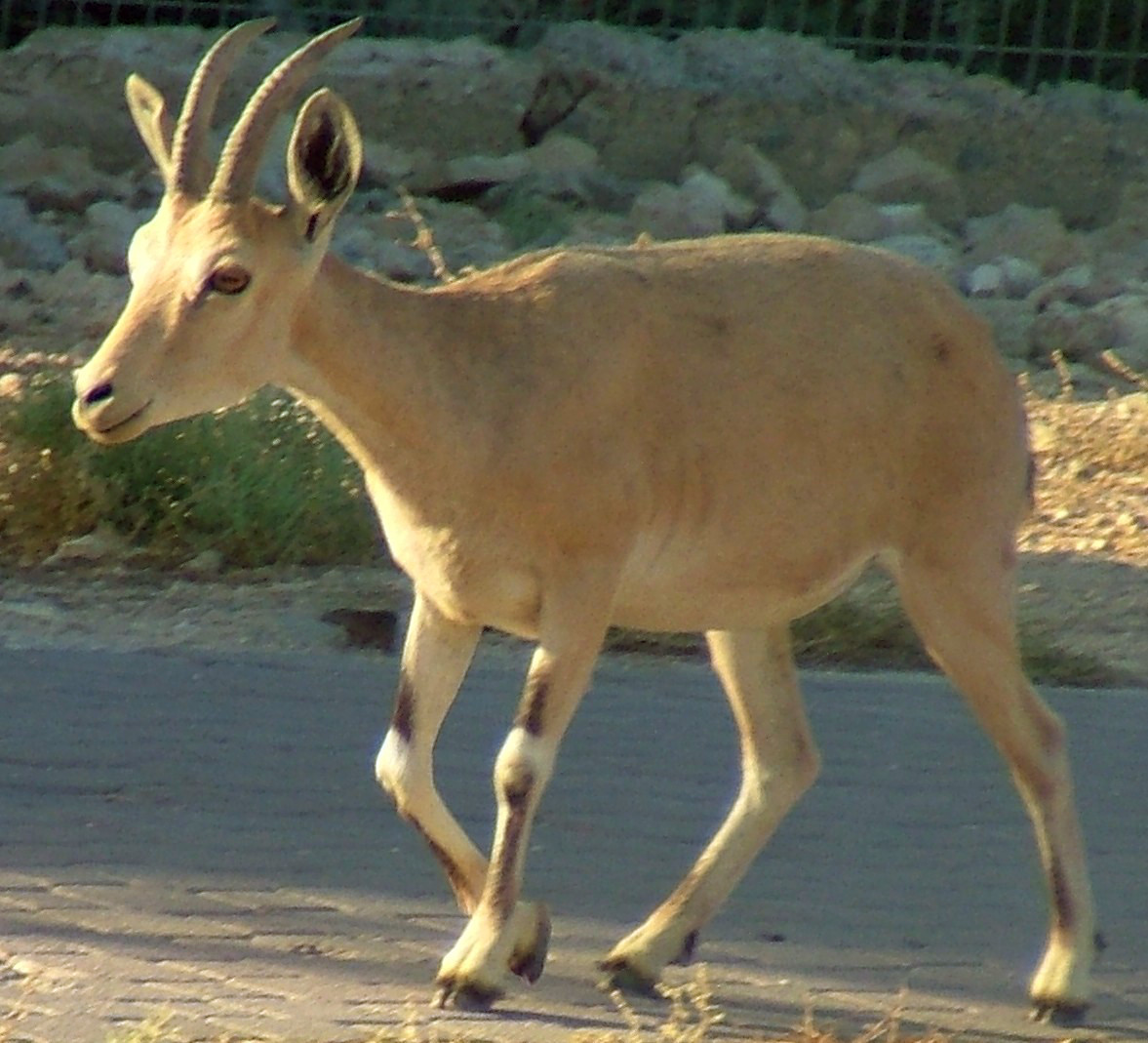
أنثى الوعل (الأروى) في فلسطين

يعد الصيد الجائر وتدمير مواطن الوعول أكبر المشاكل التي تهدد مستقبل الوعول في الجزيرة العربية والهلال الخصيب. لذا قامت الدول بحماية هذا الحيوان واعادة ادخاله إلى المحميات واكثاره. ومن هذه المحميات التي تحتوي على أعدادٍ من الوعول:
- سلطنة عمان: محمية الكائنات الحية والفطرية بمحافظة الوسطى.
- السعودية: محمية الوعول في حوطة بني تميم 300-500 وعل.
- الأردن:  محمية وادي رم الطبيعية (400 وعل) بينما يصل العدد الكلي في منطقة وادي رم إلى 1000 وعل[32]، تتعرض الوعول للخطر من الصيد وخصوصاً حين تخرج من المحمية غير المسورة وتعبر الحدود إلى السعودية. ومحمية وادي الموجب للمحيط الحيوي (100 وعل). وحصلت مشاهدات نادرة لوعولٍ برية في جبال وادي الموجب ووادي الحسا إلى وادي عربة.

## وصلات خارجية
- الحيوان البري في البلاد العربية من الموسوعة العربية العالمية